# آقا وردی اوبا
آقا وردی اوبا (به ترکی آذربایجانی: Ağaverdioba) یک منطقه مسکونی در جمهوری آذربایجان است که در شهرستان خاچماز واقع شده است. آقا وردی اوبا ۵۴۹ نفر جمعیت دارد.